# Deutscher Bauernkrieg
Als Deutscher Bauernkrieg (in der jüngeren Forschung teilweise auch Revolution des gemeinen Mannes) wird die Gesamtheit der Aufstände von Bauern, Städtern und Bergleuten bezeichnet, die 1524 aus ökonomischen und religiösen Gründen zunächst im süddeutschen Raum (in der Grafschaft Stühlingen im Südschwarzwald und am Hochrhein), später in weiten Teilen Thüringens, Sachsens, Frankens, in Tirol und in der Schweiz ausbrachen. In deren Verlauf stellten die Bauern mit den Zwölf Artikeln von Memmingen erstmals Forderungen auf, die als frühe Formulierung von Menschenrechten gelten. In Schwaben, Franken, dem Elsass, Deutsch-Lothringen und Thüringen wurden die Aufstände 1525, im Kurfürstentum Sachsen und in Tirol 1526 von Grund- und Landesherren niedergeschlagen, wobei schätzungsweise zwischen 70.000 und 75.000 Menschen ums Leben kamen. Dem Bauernkrieg waren Aufstände in Livland, Ungarn (Dózsa-Aufstand), England und der Schweiz vorausgegangen.

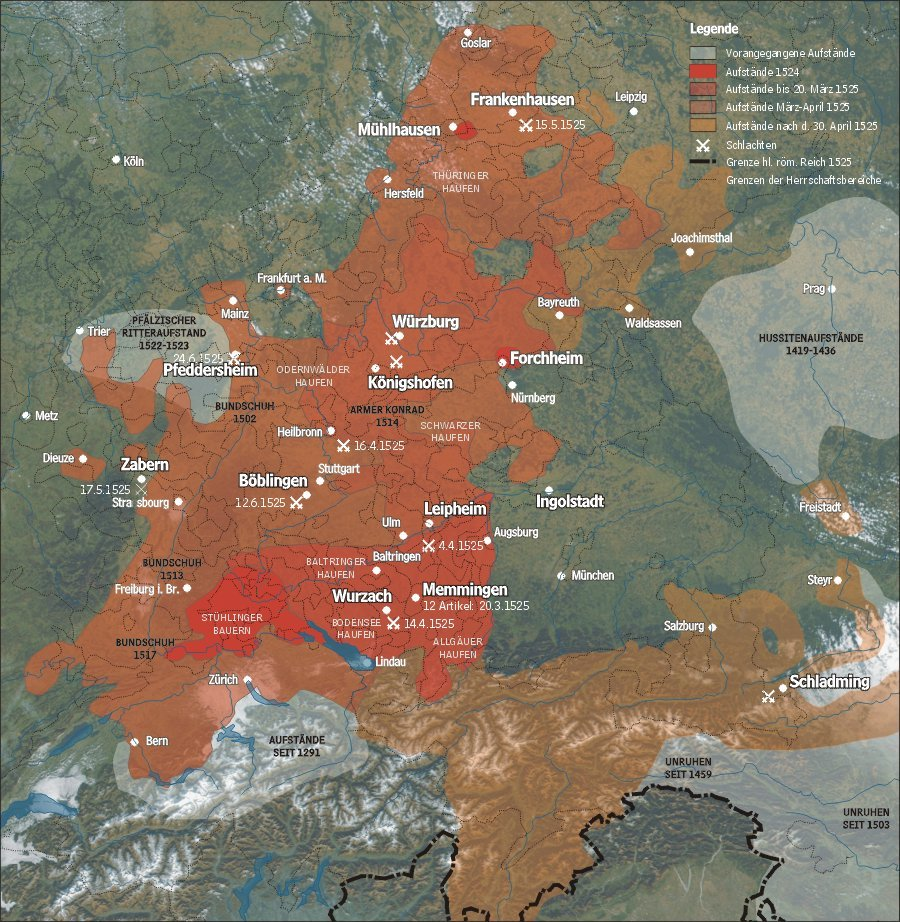
Ausbreitung der Aufstände

## Begriffsdefinition
Die Ereignisse von 1525 wurden schon von Zeitgenossen als „Bauernkrieg“ bezeichnet. Doch fand der Begriff äußerst selten unter den Aufständischen selbst Verwendung. Der Historiker Georg Friedrich Sartorius hatte 1795 die Reihe der einsetzenden Monografien mit dem Titel Versuch einer Geschichte des deutschen Bauernkrieges begonnen. Mit dem vom Historiker Wilhelm Zimmermann verfassten und 1841–1843 erschienenen Werk Geschichte des großen Bauernkriegs waren die Ereignisse von 1524 bis 1526 dann endgültig zu einer rein deutschen Angelegenheit geworden, als deren Hauptakteure die Bauern angesehen wurden; die Ereignisse in den Alpenländern Schweiz und Österreich werden dort nur beiläufig behandelt. Diesem Muster folgten auch alle weiteren Historiker, sodass sich der Begriff „(Deutscher) Bauernkrieg“ immer mehr verfestigte.
Die soziale Erhebung blieb jedoch keinesfalls auf die Bauern beschränkt. Der inzwischen nachgewiesenen Beteiligung von Städtern und Bergleuten versuchte Peter Blickle durch den Begriff der „Revolution des Gemeinen Mannes“ beziehungsweise der „Revolution von 1525“ gerecht zu werden, wobei er den „Gemeinen Mann“ als den nicht herrschaftsfähigen Untertanen („… der Bauer, der Bürger der landsässigen Stadt, der von reichsstädtischen Ämtern ausgeschlossene Städter, der Bergknappe …“) verstanden wissen wollte, der im Gegensatz zur bedrückenden Obrigkeit stand. Der 1975 vorgetragene Begriff wurde anfangs in Ost und West wegen seiner vieldeutigen Quellengrundlage kritisiert. Inzwischen wird Blickles These aber weithin akzeptiert.

## Vorgeschichte
Der Bauernkrieg von 1524 bis 1526 brach nicht plötzlich über die deutschen Territorien herein. Vielmehr gehört er in eine lange Reihe von europäischen Aufständen und Widerstandsaktionen, die sich vom Spätmittelalter bis in die Neuzeit zieht. Schon im 13. und 14. Jahrhundert waren Bauern in der Schweiz, in Flandern und England, im 15. Jahrhundert in Böhmen aufgestanden. Im Südharz und der Goldenen Aue erhoben sich 1412–1415 die Flegler. In der Schweiz erhoben sich die Bauern 1489 gegen die Städte Zürich und St. Gallen, 1513/14 gegen Luzern, Bern und Solothurn. Danach wurde der „Bundschuh“ gebildet (1460 im Hegau, 1493 im Elsaß, 1502 im Bistum Speyer, 1513 im Breisgau und 1517 am Oberrhein). Im Bistum Würzburg kam es 1476 im Gefolge des Paukers von Niklashausen zu Unruhen. In Oberschwaben provozierte der Zugriff der Grundherren Aktionen gegen das Fürststift Kempten (1491/92) und die Abtei Ochsenhausen (1502). In Württemberg stand 1514 der Arme Konrad auf.
Auch die zahlreichen Bürgererhebungen vor allem in südwestdeutschen Städten zwischen 1509 und 1514 waren zumeist von den ärmeren und unterprivilegierten Schichten getragen und gegen die ökonomischen und politischen Privilegien der Patrizier und des Klerus gerichtet.
Der Hochadel war an einer Änderung der Lebensumstände der Bauern nicht interessiert, weil dadurch zwangsläufig eigene Privilegien und Vorteile eingeschränkt worden wären. Der niedere Adel ging dem Niedergang entgegen und hatte mit einem dramatischen Machtverlust zu kämpfen, was zu eigenen Aufständen führte (Pfälzischer Ritteraufstand). Der Versuch vieler niederer Adliger, sich durch Raubrittertum über Wasser zu halten, ging größtenteils wiederum zu Lasten der Bauern.
Der Klerus war genauso gegen jede Veränderung: Der Katholizismus in der damals bestehenden Form stellte die Kernsäule des Feudalismus dar; die kirchlichen Einrichtungen waren in der Regel selbst feudal organisiert – kaum ein Kloster existierte ohne zugehörige Dörfer. Die Kirche bezog ihre Einnahmen vorwiegend aus Spenden, Ablasshandel sowie dem Zehnten. Letzterer war auch für den Adel eine wichtige Finanzquelle.
Die einzigen Reformbestrebungen, die auf die Abschaffung der alten Feudalstrukturen innerhalb der Städte zielten, gingen vom erstarkenden Bürgertum der Städte aus, blieben aber schwach ausgeprägt, da auch dieses von Adel und Klerus abhängig war.

## Ursachen und Umfeld

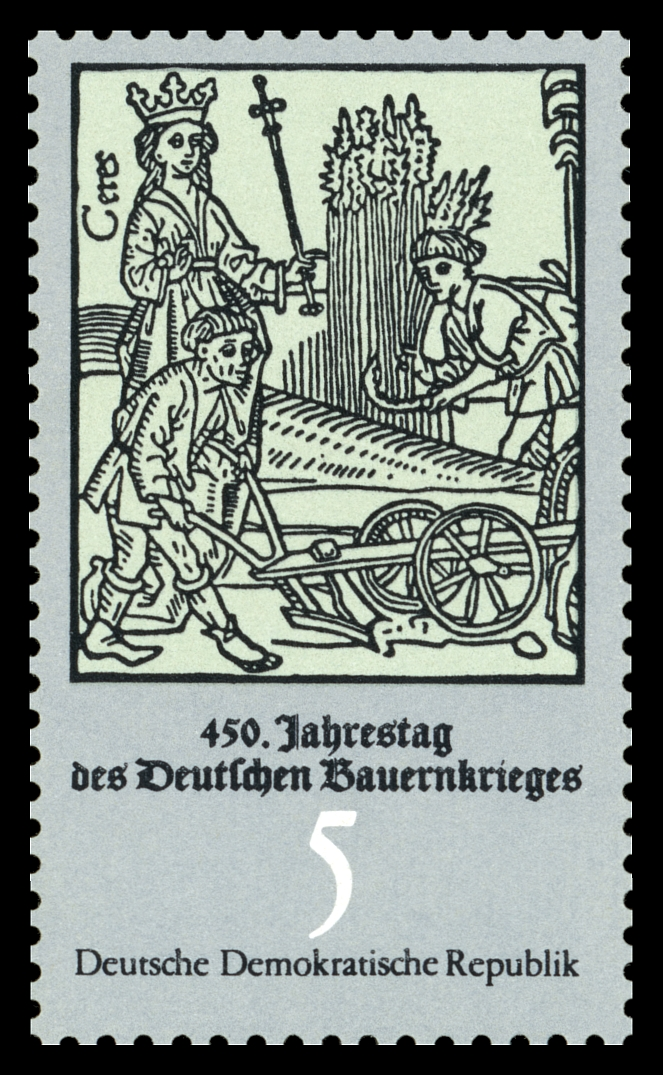
Bauern bei der Fronarbeit, auf einer Briefmarke der DDR (1975)

Zu den einzelnen Schauplätzen des Bauernkrieges von 1524 bis 1526 zählen das Hochrheingebiet, der Schwarzwald, das Oberrheingebiet, Württemberg, Oberschwaben, Franken, Thüringen, Rheinland, Tirol und Salzburg. Auch in zahlreichen Städten (Frankfurt am Main mit dem Frankfurter Zunftaufstand, Nürnberg, Mühlhausen, Würzburg) kam es zu Unruhen. Dabei war lokale Bindung eher die Regel als die Ausnahme. Die Aufstände spielten sich überwiegend in den eigenen Territorialgrenzen ab. Die Ursachen für die ländlichen Unruhen zu bestimmen, ist aufgrund der zeitlichen und regionalen Differenziertheit schwierig. Oftmals waren wohl mehrere Gründe entscheidend: wirtschaftliche Not und soziales Elend, Schwierigkeiten, gegenüber Grund-, Leib- und Gerichtsherren Recht zu erhalten, und nicht zuletzt Missstände in Adel und Klerus.
Die Bauern trugen die Hauptlast zur Aufrechterhaltung der Feudalgesellschaft: Fürsten, Adel, Beamte, Patrizier und der Klerus lebten von deren Arbeitskraft, und da die Zahl der Nutznießer immer weiter anstieg, stiegen auch die Abgaben, die die Bauern zu leisten hatten. Neben dem Großzehnt und dem Kleinzehnt auf die meisten ihrer erwirtschafteten Einkünfte und Erträge zahlten sie Steuern, Zölle und Zinsen und waren häufig ihren Grundherren zu Fron- und Spanndiensten verpflichtet. Dazu kam, dass in Oberschwaben, Württemberg, Franken, Sachsen (Obersachsen) und Thüringen die Realteilung angewandt wurde, die bei gleich bleibender Gesamtproduktionsfläche zu immer kleineren Höfen führte. Viele dieser Kleinstbauernhöfe waren angesichts der hohen Belastungen nicht mehr wirtschaftlich zu führen.
Wirtschaftliche Probleme, häufige Missernten und der große Druck der Grundherren führten immer mehr Bauern in die Hörigkeit und weiter in die Leibeigenschaft, woraus wiederum zusätzliche Pachten und Dienstverpflichtungen resultierten.
Auch das „Alte Recht“, ein mündlich überliefertes Recht, wurde von den Grundherren zunehmend frei interpretiert oder vollkommen ignoriert. Seit Jahrhunderten bestehende Allmenden wurden enteignet und gemeinschaftliche Weide-, Holzschlag-, Fischerei- oder Jagdrechte beschnitten oder abgeschafft.
Viele der einfachen Bauern trauten sich aufgrund ihrer vielfachen Abhängigkeitsverhältnisse nicht, gegen ihre Herren aufzubegehren. Vor allem die dörfliche Oberschicht wollte aber Veränderungen. Schultheißen, Bauernrichter, Dorfhandwerker und Ackerbürger aus den Kleinstädten trugen den Aufstand und drängten vielerorts die armen Bauern zum Anschluss an die Bauernhaufen.
Die Bauern selbst wollten vor allem ihre altüberlieferten Rechte wiederherstellen und ein menschenwürdiges und im Übrigen gottesfürchtiges Leben führen. Ihre Forderungen nach Milderung der Lasten und Aufhebung der Leibeigenschaft aber rüttelten an den Grundfesten der bestehenden Gesellschaftsordnung.

## Bezug zur Reformation
In der Kirche herrschten erhebliche Missstände. Viele Geistliche führten ein ausschweifendes Leben und profitierten von Stiftungen und Erbschaften der reichen Bevölkerung sowie Abgaben und Spenden der Armen. In Rom gelangte man durch Vetternwirtschaft und Bestechung zu Amt und Würden; die Päpste taten sich als Kriegs- und Bauherren sowie als Förderer der schönen Künste hervor.
Diese Zustände wurden schon früh von Hans Böhm (dem „Pfeifer von Niklashausen“) in Tauberfranken, Girolamo Savonarola in Florenz und später auch von Martin Luther kritisiert. Als der Dominikaner Johann Tetzel 1517 im Auftrag des Erzbischofs von Mainz, Albrecht von Brandenburg und des Papstes Leo X. durch Deutschland zog, dort erfolgreich den Ablass predigte und seine Ablasszettel verkaufte, verfasste Luther seine 95 Thesen, die er der Überlieferung zufolge am 31. Oktober 1517 an die Kirchentür von Wittenberg nagelte.

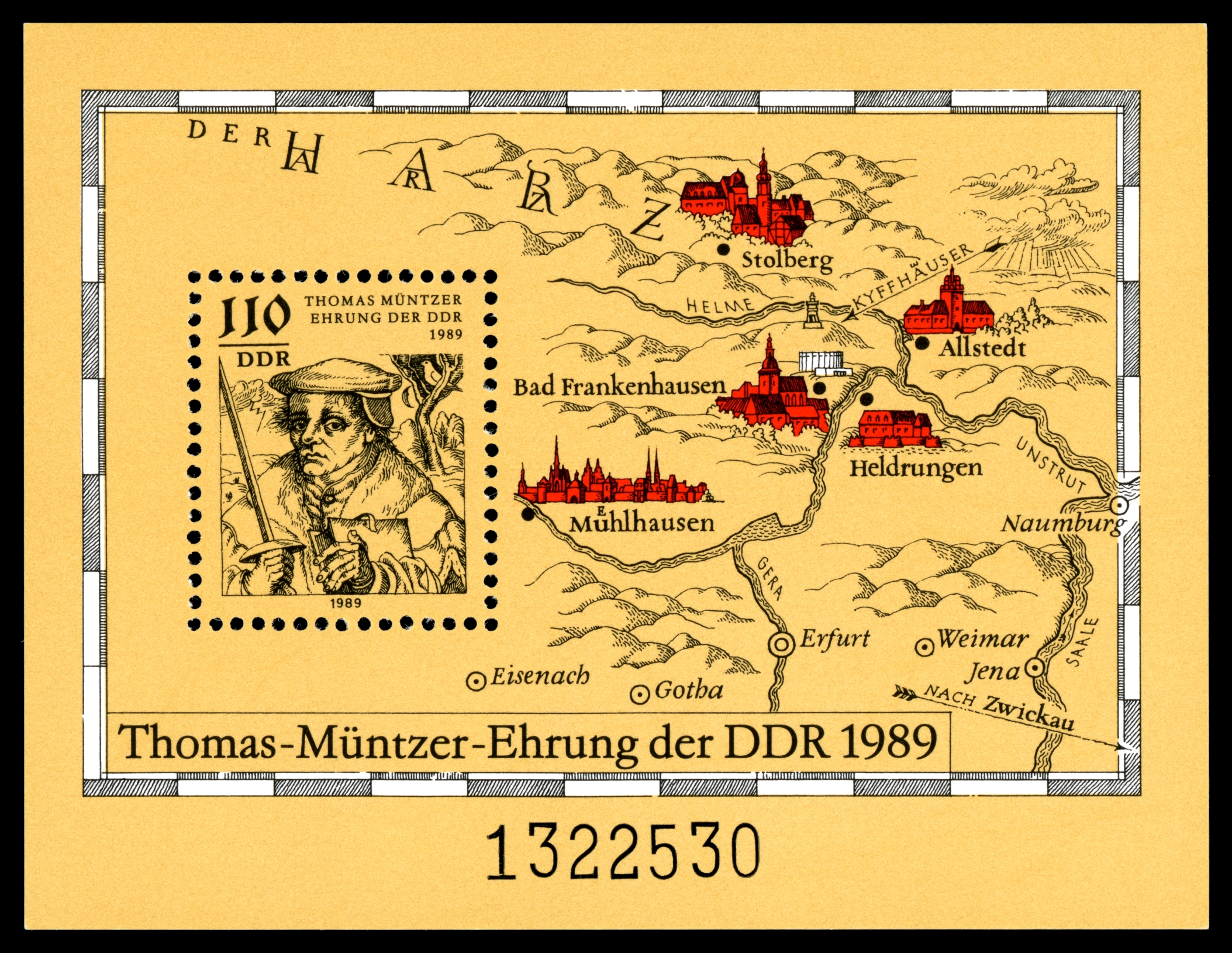
Thomas Müntzer – Briefmarkenblock DDR

Auch Ulrich Zwingli in Zürich und Thomas Müntzer in Allstedt vertraten öffentlich die Ansicht, dass jeder Mensch auch ohne die Vermittlung der hierarchischen Kirche seinen Weg zu Gott und seinem Seelenheil finden könne. Damit untergruben sie den Absolutheitsanspruch der katholischen Kirche und bestätigten den Bauern, wie weit sich der Klerus von seinen eigenen Lehren entfernt hatte und deshalb in großen Teilen überflüssig sei.
Die Argumentation Luthers in seiner Schrift Von der Freiheit eines Christenmenschen (1520), dass Ein Christenmensch […] ein Herr über alle Dinge und niemandem untertan  sei, sowie seine Übersetzung des Neuen Testaments ins Deutsche 1522 waren weitere entscheidende Auslöser für das Aufbegehren der dörflichen Bevölkerung: Nun war es auch den einfachen Leuten möglich, die mit dem „Willen Gottes“ gerechtfertigten Ansprüche von Adel und Klerus zu hinterfragen. Für die eigene erbärmliche Lage „durch Erbteilung zerstückelte Höfe“ fanden sie keine biblische Begründung, und somit vermuteten viele Bauern, dass die Einschränkung des Alten Rechts durch die Grundherren dem tatsächlichen Göttlichen Recht widerspreche.

### Martin Luther

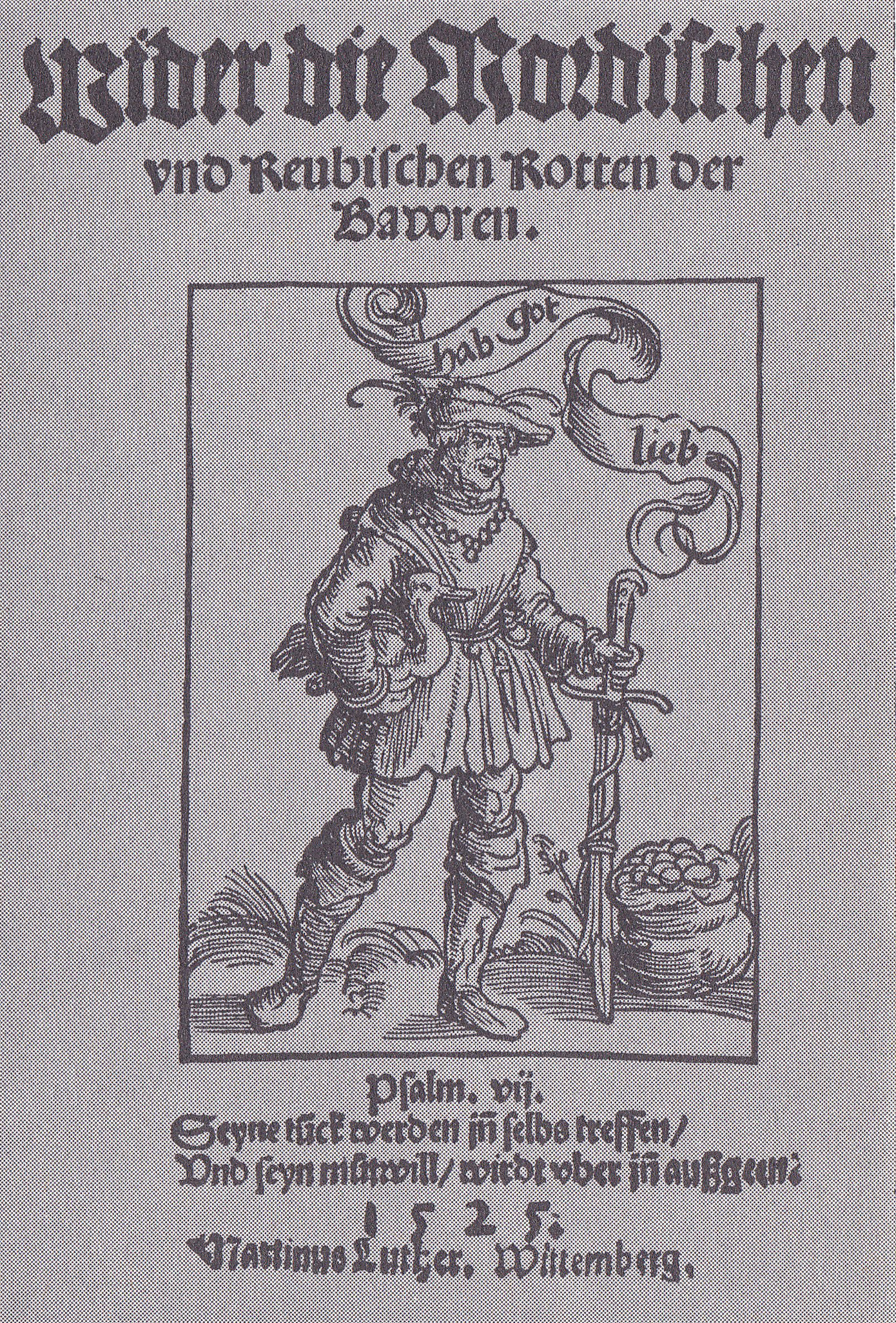
Titelseite von Luthers Pamphlet, 1525

Obwohl die Standpunkte der Reformation eine wesentliche Rechtfertigung für die aufständischen Bauern waren, distanzierte sich Martin Luther deutlich vom Bauernkrieg. Schon 1521 unterschied er genau zwischen weltlichem und geistlichem Bereich, da er mit der Reformation die Veränderung der Kirche und nicht – im Gegensatz zu Savonarola – Veränderung der weltlichen Ordnung erreichen wollte. Von der Obrigkeit wurde er trotzdem zunehmend für die Geschehnisse im Bauernkrieg verantwortlich gemacht, wohl auch deshalb, weil er sich nicht eindeutig von den Forderungen der Bauern distanzierte. Noch 1525 kritisierte Luther in seiner Ermahnung zum Frieden das „hochmütige“ Verhalten der Fürsten. Erst nach der Weinsberger Bluttat schlug er sich eindeutig auf die Seite der Fürsten und verurteilte die Aufständischen scharf:

„wider die mörderischen und räuberischen Rotten der Bauern […] man soll sie zerschmeißen, würgen, stechen, heimlich und öffentlich, wer da kann, wie man einen tollen Hund erschlagen muss.“

Seine Schrift Wider die Mordischen und Reubischen Rotten der Bawren veröffentlichte Luther allerdings erst zu einem Zeitpunkt, als die Niederlage der Bauern bereits absehbar war.
Nach 1525 verlor der Protestantismus seinen revolutionären Geist und zementierte – auch von Luther unterstützt – die herrschenden gesellschaftlichen Verhältnisse mit dem Glaubenssatz „Seid untertan der Obrigkeit“.

### Philipp Melanchthon
Der Kurfürst Ludwig V. von der Pfalz schrieb am 18. Mai 1525 an den evangelischen Reformator Philipp Melanchthon in Wittenberg einen Brief mit der Bitte, zu den für Pfingsten anberaumten Verhandlungen mit den Bauern nach Heidelberg zu kommen oder wenigstens eine schriftliche Stellungnahme zu den Zwölf Artikeln zu schicken. Bevor Melanchthon in Wittenberg diesen Brief überhaupt erhalten haben konnte und ohne dessen Antwort abzuwarten, rüstete der Kurfürst eine Streitmacht aus und zog am 22. Mai 1525 mit 4500 Landsknechten, 1800 Reitern und mehreren Geschützen von Heidelberg bis nach Bruchsal, wo er am 23. Mai 1525 siegreich einzog.
Vor dem 5. Juni 1525 schickte Melanchthon dem Kurfürsten sein Gutachten. Diese Schrift, die also keinerlei Einfluss auf den Kriegsverlauf hatte, erschien Ende August/Anfang September 1525 unter dem Titel 'Eyn schrifft Philippi Melanchthon widder die artikel der Bawrschafft'.

### Thomas Müntzer
Thomas Müntzer war ein früherer Anhänger Luthers. Im Gegensatz zu diesem stand er aber für die gewaltsame Befreiung der Bauern und betätigte sich in Mühlhausen, wo er Pfarrer in der Marienkirche war, als Agitator und Förderer der Aufstände.
Dort versuchte er seine Vorstellungen einer gerechten Gesellschaftsordnung umzusetzen: Privilegien wurden aufgehoben, Klöster aufgelöst, Räume für Obdachlose geschaffen, eine Armenspeisung eingerichtet. Er forderte die „Gemeinschaft aller Güter, die gleiche Verpflichtung aller zur Arbeit und die Abschaffung aller Obrigkeit“ (omnia sunt communia). Seine Bestrebungen, verschiedene Thüringer Bauernhaufen zu vereinigen, gelangen jedoch nicht. Im Mai 1525 wurde er gefangen genommen, gefoltert und schließlich hingerichtet.

## Verlauf

### Ausbruch der Konflikte
Die erste Erhebung im Bauernkrieg fand am 23. Juni 1524 im Wutachtal bei Stühlingen statt. Sie richtete sich gegen den im Schloss Hohenlupfen regierenden Grafen Sigmund II. von Lupfen. Die Bauern bildeten im Raum St. Blasien ein Fähnlein und wählten als ihren Anführer Hans Müller von Bulgenbach. 1524 kam es auch bei Forchheim in der Nähe von Nürnberg neuerlich zu Unruhen, kurz darauf auch in Mühlhausen bei Erfurt. Am 2. Oktober 1524 verbündeten sich auf der „Hilzinger Kirchweih“, einem traditionellen Erntedankfest, ca. 800 Bauern aus dem westlichen Hegau zu einer „Eidgenossenschaft“. Wenig später zogen 3500 Bauern in Richtung Furtwangen. In Oberschwaben rund um den Bodensee gärte es schon länger und innerhalb kurzer Zeit bildeten sich im Februar und März 1525 drei bewaffnete so genannte Bauernhaufen: der Baltringer Haufen, der Allgäuer Haufen und der Seehaufen. Der größte der drei war der Baltringer Haufen: mehr als 12.000 Bauern, Bürger und Geistliche sammelten sich innerhalb weniger Tage im Baltringer Ried in der Nähe von Biberach. Auch der Seehaufen zwischen Bermatingen, Rappertsweiler bei Tettnang und Altdorf bestand aus annähernd 12.000 Männern, darunter viele einfache Geistliche und ehemalige Landsknechte. Die 7000 Allgäuer Bauern, die vor allem gegen den Fürstabt von Kempten aufbegehrten, lagerten bei Leubas.

### Zwölf Artikel und Verhandlungen

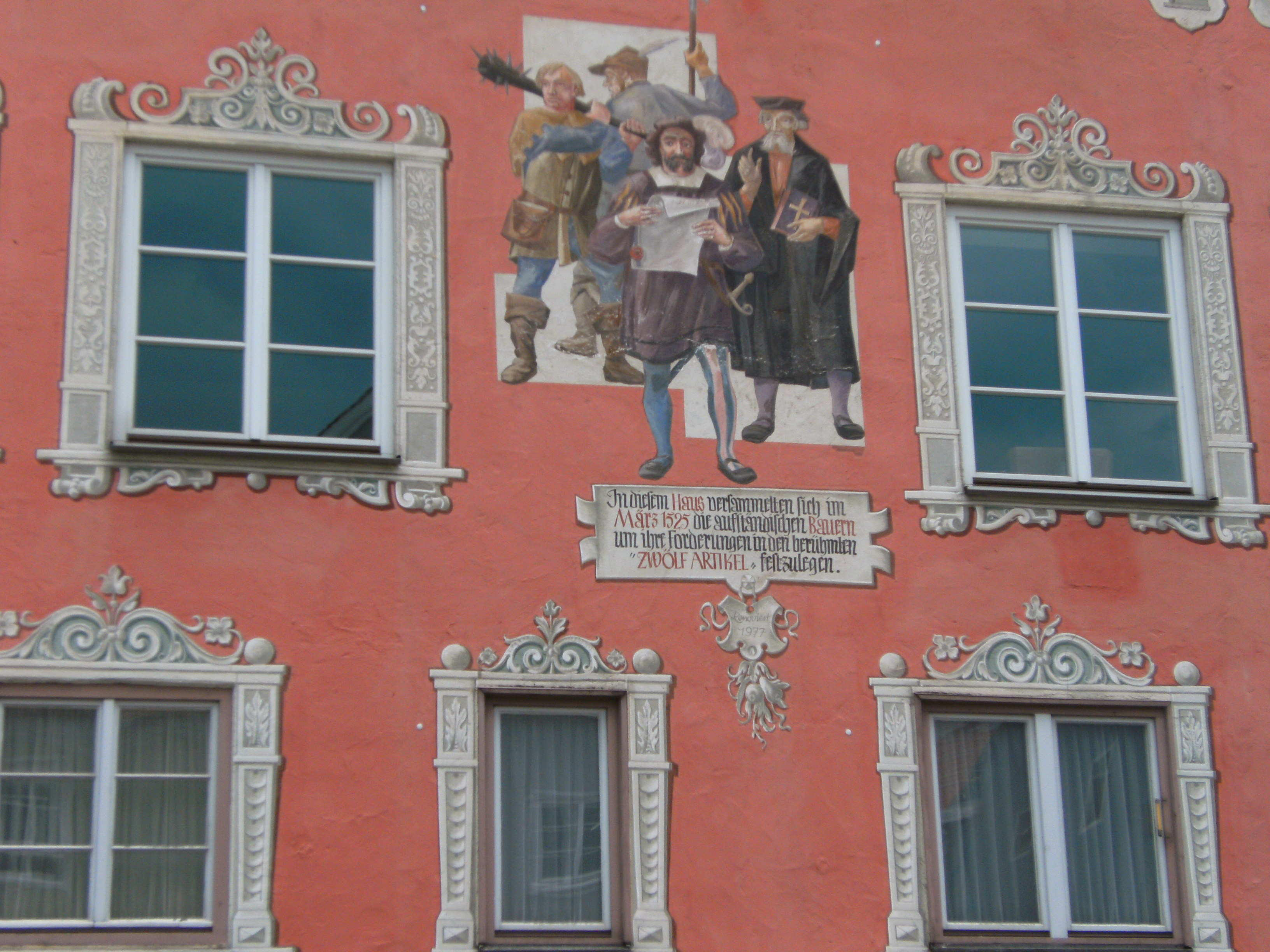
Fassade der Kramerzunft am Weinmarkt in Memmingen. Motiv: Verlesung der 12 Artikel des Bauernaufstandes

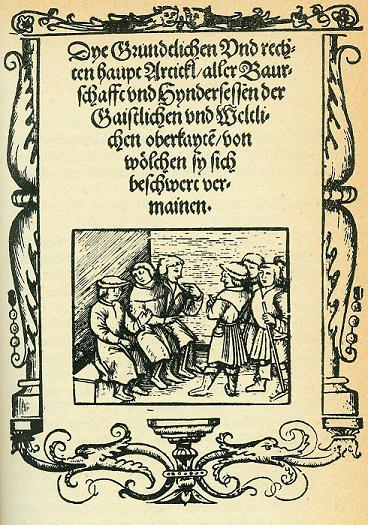
Titelblatt einer Flugschrift mit den 12 Artikeln

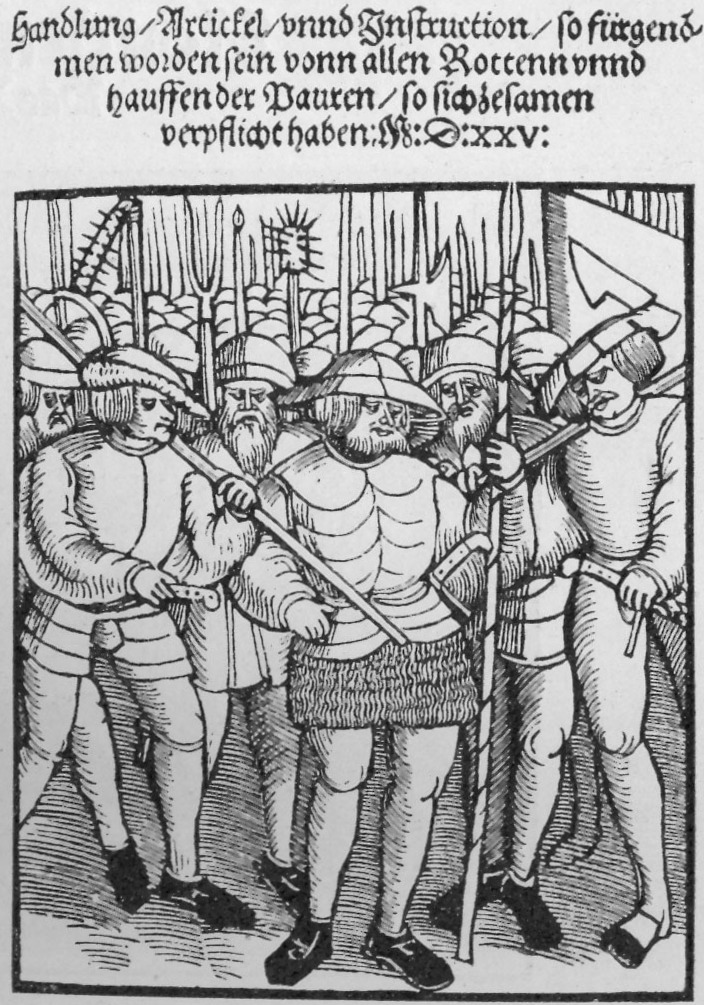
Sowohl Unterstützer als auch Gegner informierten sich über Flugschriften über den Inhalt der 12 Artikel

Die drei oberschwäbischen Bauernhaufen wollten vor allem eine Verbesserung ihrer Lebensverhältnisse erreichen und keinen Krieg beginnen. Deshalb setzten sie auf Verhandlungen mit dem Schwäbischen Bund. 50 Vertreter der drei Bauernhaufen trafen sich dazu in der freien Reichsstadt Memmingen, deren Bürgerschaft mit den Bauern sympathisierte. Hier versuchten die Führer aller drei Haufen, die Forderungen der Bauern zu artikulieren und mit der Bibel argumentativ zu unterlegen. Im Februar/März 1525 wurden die Zwölf Artikel verfasst, deren Urheberschaft gewöhnlich Sebastian Lotzer und Christoph Schappeler, einem Kürschnergesellen und einem Prädikanten in Memmingen, zugesprochen wurde. Nach Peter Blickle waren die Zwölf Artikel „Beschwerdeschrift, Reformprogramm und politisches Manifest“ zugleich. Nach dem Vorbild der Schweizer Eidgenossenschaft gründeten die Bauern die Oberschwäbische Eidgenossenschaft, deren Grundlagen in der Bundesordnung niedergelegt wurden. So sollten die einzelnen Bauernhaufen, im Gegensatz zu vorhergehenden Erhebungen, zukünftig auch füreinander einstehen. Innerhalb kürzester Zeit wurden von beiden Schriften hohe Auflagen gedruckt und verteilt, die für eine außergewöhnlich schnelle Verbreitung der Aufstände in ganz Süddeutschland und Tirol sorgten. Die Gründung der Christlichen Vereinigung wurde nach der Verabschiedung der beiden Papiere dem Schwäbischen Bund in Augsburg in der Hoffnung angezeigt, als gleichwertiger Partner an Verhandlungen teilnehmen zu können. Angesichts verschiedener Plünderungen und der Weinsberger Bluttat (siehe weiter unten) hatten die im Schwäbischen Bund zusammengeschlossenen Adligen allerdings kein Interesse an Verhandlungen. Unterstützt durch die Augsburger Kaufmannsfamilie Fugger wurde Truchsess Georg von Waldburg-Zeil (genannt Bauernjörg, aus der Familie der Grafen und Truchsesse von Waldburg) mit einer Armee von 9.000 Landsknechten und 1.500 gepanzerten Reitern beauftragt, die meist mit Sensen und Dreschflegeln bewaffneten Bauern niederzuwerfen.
Die Verhandlung der Zwölf Artikel in Memmingen war Dreh- und Angelpunkt des Bauernkrieges:
Hier wurden die Forderungen erstmals einheitlich formuliert sowie schriftlich fixiert. Die Bauern traten erstmals einheitlich gegenüber der Obrigkeit auf – die bisherigen Erhebungen scheiterten vor allem an der Zersplitterung der Aufstände und der mangelnden gegenseitigen Unterstützung. Mit den „12 Artikeln“ änderte sich dies.
Die Zwölf Artikel waren im einzelnen die freie Pfarrerwahl (1), die Abschaffung des Kleinzehnten,  kirchliche oder gemeinnützige Verwendung der Großzehnten (2), die Aufhebung der Leibeigenschaft (3), die freie Jagd und Fischerei (4), die Rückgabe angeeigneter Gemeindewälder (5), die Reduzierung der Frondienste (6), Einhaltung bestehender Besitzbedingungen (7), Neufestsetzung der Abgaben an den Grundherren (8), feste statt willkürlicher Strafen (9). Rückgabe der Allmenden (10). Abschaffung des Todfalls (11). Der zwölfte Artikel nimmt den Gedanken der Präambel wieder auf und erklärt die grundsätzliche Bereitschaft, auf alle Forderungen zu verzichten, die dem Wort Gottes nicht gemäß sind.

### Verlauf des Aufstands

#### Baltringer Haufen in Oberschwaben
Ende März 1525 sammelte sich das Heer von Waldburg-Zeil in Ulm. Ein Stück donauabwärts bei Leipheim hatten sich um den Prediger Jakob Wehe 5.000 Bauern versammelt, die im weiteren Umkreis Klöster und Adelssitze plünderten. Das Heer des Schwäbischen Bundes marschierte deshalb nach Leipheim und rieb schon auf dem Weg dorthin einzelne plündernde Bauerngruppen auf. Am 4. April 1525 kam es zur ersten großen Schlacht bei Leipheim, in der der auf gewaltlosen Widerstand setzende Baltringer Haufen auf brutale Weise niedergeschlagen wurde, wobei zwischen 1000 und 4000 Personen ihr Leben verloren. Entgegen der Beistandspflicht der Christlichen Vereinigung kamen Seehaufen und Allgäuer nicht zur Hilfe. Die Stadt Leipheim musste ein Strafgeld zahlen; Wehe und die anderen Führer des Haufens wurden hingerichtet. Zum Gedenken wurde oberhalb des Biberhackens westlich von Leipheim am Rand der Flur zu Echlishausen an der B10 ein Bauernkriegsdenkmal errichtet.

#### Seehaufen und Allgäuer Haufen großteils in Oberschwaben
Am 13. April musste sich das Heer von Truchsess Georg von Waldburg vor dem militärisch recht gut ausgebildeten Seehaufen wieder zurückziehen und traf einen Tag später, am 14. April bei Wurzach auf die eigenen Bauern des Allgäuer Haufens aus den Herrschaften Waldsee, Wurzach und Zeil. Er verhandelte mit ihnen, wurde aber nicht einig mit ihnen. Bei der Schlacht von Wurzach wurden viele Bauern getötet. Beim Strafgericht gab es keine Hinrichtungen.

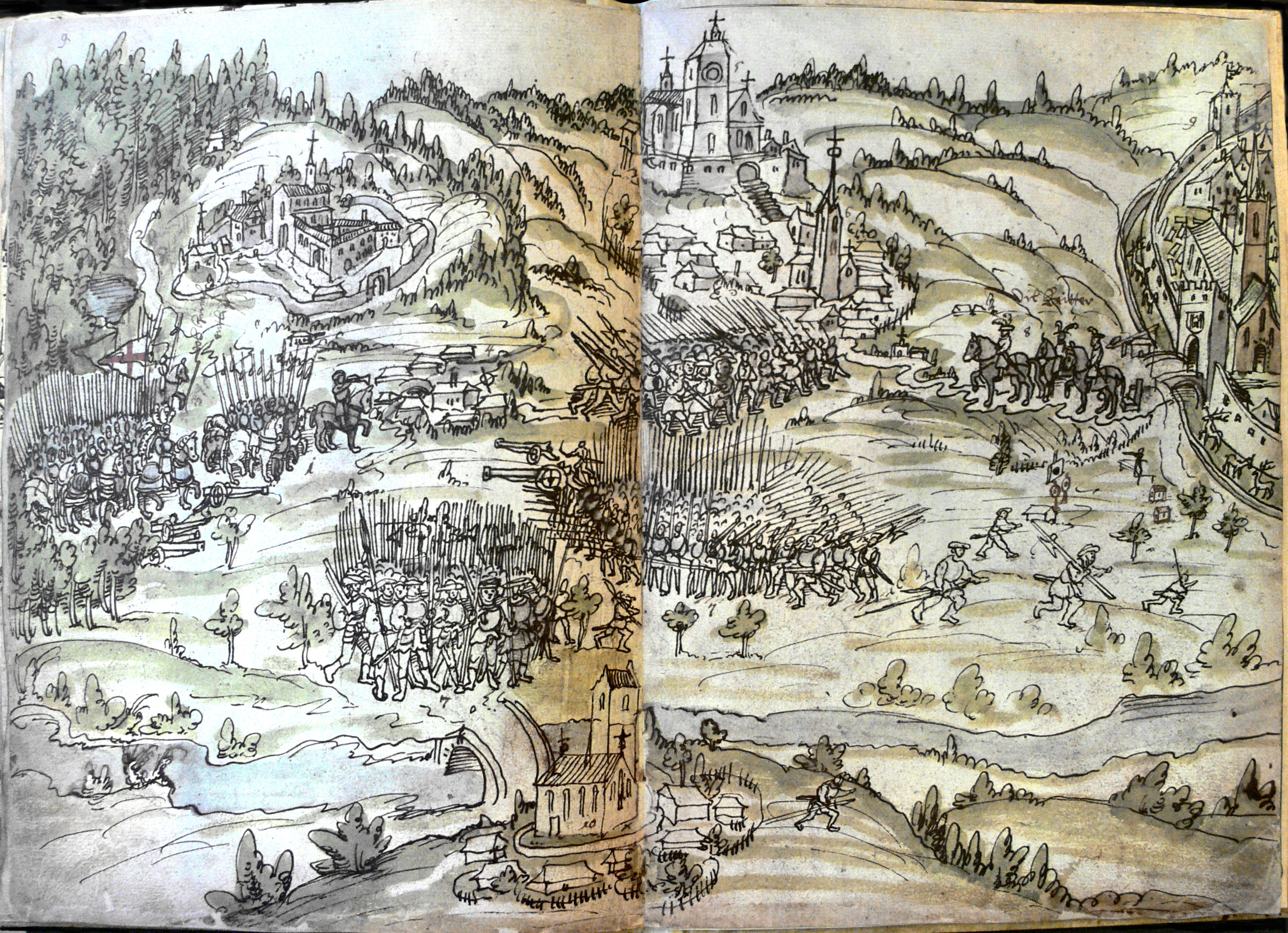
Aufstellung vor Weingarten. Ganz links das Heer des Schwäbischen Bundes mit rot-weißer Fahne, in der Bildmitte die Haufen des Bauernheers. Mittig oben das Kloster Weingarten. Rechts zu Pferde die Vermittlerdelegation aus Ravensburg kommend. Federzeichnung aus der Bauernkriegschronik des Abt Jacob Murer

Die oberschwäbischen Bauernhaufen waren dem bündischen Heer zahlenmäßig deutlich überlegen, weil sie eine doppelte Übermacht aufbrachten. Sie hatten tausende militärisch trainierte Landsknechte angeworben, 4000 Handfeuerwaffen und zahlreiche Geschütze. Es war die größte Streitmacht der Bauern im Verlauf des gesamten Bauernkriegs. Am 15. April brachten sich die Seebauern bei Gaisbeuren in eine strategisch vorteilhafte Aufstellung. Nach heftigem gegenseitigen Beschuss musste der Truchsess seine Truppen zurückziehen. In der folgenden Nacht wollten die Seebauern das feindliche Lager überfallen und das Geschütz erbeuten. Dazu kam es jedoch nicht, da der Truchsess von einem Verräter aus den Reihen der Bauern gewarnt wurde. Am Ostersonntag, dem 16. April, ruhten die Kampfhandlungen auf beiden Seiten, während die Bauern die herannahende Verstärkung an den Hängen hinter Weingarten in Stellung brachten. Jetzt standen rund 20.000 gut gerüstete Bauern dem 8000 Truppen zählenden Heer des Schwäbischen Bundes gegenüber. Schließlich vollzogen die Bauern einen erneuten Stellungswechsel, verließen den Berg jenseits der Schussen und zogen dem bündnischen Heer frontal entgegen.
Kurz vor der Entscheidungsschlacht wurde nach einer neuerlichen, vom Truchsess in die Länge gezogenen Verhandlungsrunde mit dem Hauptmann des Bermatinger Haufens, Eitelhans Ziegelmüller, am 17. April der Vertrag von Weingarten abgeschlossen, der am 22. April beurkundet wurde. Darin wurde den Bauern freier Abzug und die Einführung unabhängiger Schiedsgerichte für Konflikte mit der Obrigkeit zugesichert. Im Gegenzug sollten sie alle eroberten Schlösser und Herrschaftssitze aufgeben, das Bündnis mit den Allgäuern beenden, weiterhin Abgaben leisten und ihren Herren erneut die Treue schwören. Ihre politischen Forderungen sollten nicht erfüllt werden. Die Bauern weigerten sich nach dem Abschluss, ihre Waffen abzugeben, und die Oberallgäuer Bauern nahmen den Vertrag nicht an.
Der Historiker Elmar L. Kuhn sieht die Gründe für die Annahme des Weingartener „Diktatfriedens“ durch die Bauern trotz der militärischen Überlegenheit in der Schwäche ihrer Führungsriege begründet. Diese entstammte überwiegend aus dem kleinen Landadel und dem Patriziat, fürchtete um den Verlust ihrer sozialen Stellung und war daher gegenüber einer „gütlichen Einigung“ auch auf Kosten der ländlichen Unterschichten aufgeschlossen. Viele von ihnen machten in der Folge Karriere. Sowohl Hurlewanger als auch Ziegelmüller erhielten Zahlungen von der Obrigkeit für ihre Kollaboration bei der Abwicklung der Revolte.
Für den Truchsess Georg (später „Bauernjörg“ genannt) war die friedliche Lösung von Vorteil, zumal keine substantiellen Zugeständnisse gemacht wurden. Die Vorschläge der Räte des Reichsregiments und der oberen Reichsstädte kamen nicht zum Zuge und die Schiedsgerichte wurden nie einberufen. Der Truchsess selbst nennt als Motiv für den Vertrag die überall im Reich ausgebrochenen Unruhen.

#### Nördlinger Ries und Nachbarschaft
Erste große Zusammenrottung im Nördlinger Ries war der Deininger Haufen, der nach Versprechen von Veränderungen, aber auch mit der Androhung von militärischer Gewalt, am 12. April 1525 zu seiner friedlichen Auflösung bewogen wurde. Ende April schwappten jedoch die Gewaltexzessen aus dem Raum Ellwangen und Dinkelsbühl auf das Ries über und es kam zur Bauernschlacht bei Ostheim, die die Aufständischen am 7. Mai 1525 verloren; 3000 Bauern wurden gefangen genommen, 600 zogen zu den Aufständischen nach Ellwangen, die am 17. Mai besiegt wurden.

### Württemberg
Auch bei Hall und Gmünd bildeten sich kleinere Haufen, die 3.000 Anhänger plünderten die Klöster Lorch und Murrhardt und legten die Burg Hohenstaufen in Schutt und Asche. Auch im Kraichgau und Ortenau wurden Klöster geplündert und Burgen niedergebrannt.
Nach dem Erfolg von Weingarten zog das Heer Waldburg-Zeils ins Neckartal. Am 16. April sammelten sich die Württemberger Bauern. Die 8.000 Mann starke Truppe rückte in die Stadt Stuttgart ein und zog im Mai weiter nach Böblingen. Der Bauern-Anführer Matern Feuerbacher floh daraufhin nach Süden. Die Bauern wurden bei Balingen, Rottenburg, Herrenberg und am 12. Mai in der Schlacht bei Böblingen trotz großer Überzahl immer wieder geschlagen.

#### Neckartaler und Odenwälder Haufen sowie Taubertaler Haufen
Anfang April sammelten sich auch die Bauern aus dem Neckartal und dem Odenwald unter Jäcklein Rohrbach. Zu Ostern 1525 (16. April) lagerte der Neckartal-Odenwälder Haufen (auch „Neckartaler Haufen“ oder „Odenwälder Haufen“) bei Weinsberg, wo der „hitzköpfige“ Rohrbach am Ostersonntag den von den Bauern gehassten Grafen Ludwig von Helfenstein und seine Ritter spießrutenlaufen ließ. Der schmerzvolle Tod der Adligen durch das Stechen und Prügeln der Bauern ging als die Weinsberger Bluttat in die Geschichte des Bauernkriegs ein. Sie prägte entscheidend das Bild vom mordenden und plündernden Bauern und war einer der Hauptgründe, weshalb sich viele Adlige gegen die Sache der Bauern stellten. Zur Strafe wurde die Stadt Weinsberg niedergebrannt und Jäcklein Rohrbach bei lebendigem Leib verbrannt. Ähnlich erging es am 2. Juni den Neckartalern und Odenwäldern bei Königshofen. Danach vereinigten sich die Neckartaler und Odenwälder mit dem von dem fränkischen Adligen Florian Geyer geführten Taubertaler Haufen (Schwarzer Haufen) zum starken Heller oder Lichter Haufen. Die annähernd 12.000 Männer wandten sich unter der Führung ihres Hauptmanns Götz von Berlichingen gegen die Bischöfe von Mainz und Würzburg und den Kurfürsten von der Pfalz (Heidelberg).

#### Thüringer Bewegung

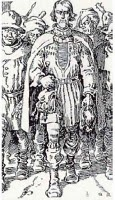
Hans Müller von Bulgenbach (Kupferstich von Caracciolo, um 1650)

Im April 1525 trafen sich in Gehren und Langewiesen die Vertreter von zehn Schwarzburger Gemeinden, die den Evangelischen Brüderlichen Bund geschlossen hatten. Sie forderten die übrigen Orte der Grafschaft durch Briefe und Gesandte auf, dem Bund beizutreten und sich den Forderungen der in Gehren versammelten Bauern des Waldhaufens anzuschließen. Am 23. April 1525 zog der Waldhaufen über Königsee und Paulinzella, wo die Bauern Amt und Kloster plünderten, nach Stadtilm. Die Stadtilmer Bürger setzten am 24. April 1525 den Rat und den Vogt des Schwarzburger Grafen ab und öffneten den aufständischen Bauern die Stadttore. Die Nachricht von diesem Sieg verbreitete sich rasch im Rudolstädter Gebiet, worauf weitere Bauern aus der Schwarzburger Oberherrschaft nach Stadtilm kamen und sich dem Waldhaufen anschlossen. Die vereinigten Schwarzburger Bauernhaufen aus Gehren und Stadtilm zogen vor die Tore Arnstadts und trugen dem Grafen ihre in Zwölf Artikel gefassten bäuerlichen und städtischen Forderungen vor. Angesichts der Streitmacht des auf 8.000 Mann angewachsenen Bauernhaufens erkannte der Graf die Zwölf Artikel an, worauf die Hauptleute der Bauern den Abzug und die vorläufige Auflösung des Bauernhaufens veranlassten. Nach der Niederlage der Bauern bei Frankenhausen nahm Kurfürst Johann der Beständige die Zusagen an die Bauern und Stadtbürger zurück. Arnstadt erhielt eine harte Geldstrafe und verlor seine Privilegien. Die Anführer der vereinigten Schwarzburger Bauernhaufen wurden gefangen und am 17. Juni und 9. August 1525 in Arnstadt hingerichtet.
Die Schlacht bei Frankenhausen am 15. Mai 1525 war eine der bedeutendsten Schlachten während des Deutschen Bauernkriegs. In ihr wurden die von Müntzer geführten aufständischen Bauern Thüringens von einem Fürstenheer vollständig besiegt. Müntzer selbst wurde gefangen genommen und am 27. Mai in Mühlhausen enthauptet, nachdem er auf die Festung Heldrungen gebracht und gefoltert worden war.

### Baden, Württemberg

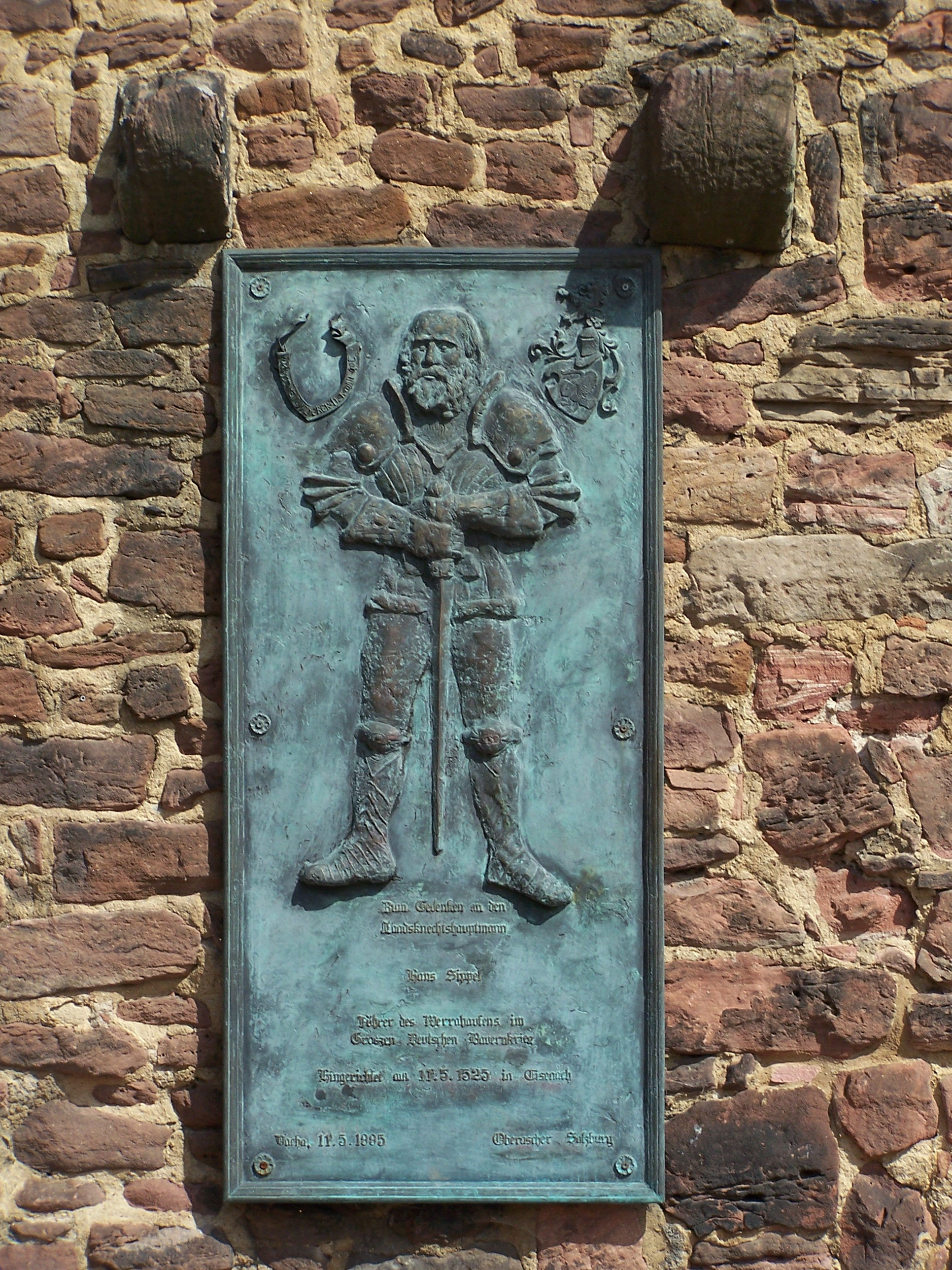
Gedenktafel für Hans Sippel in Vacha

Am 23. Mai nahm ein Haufen von 18.000 Breisgauer und Südschwarzwälder Bauern Freiburg im Breisgau ein. Nach dem Erfolg wollte der Anführer Hans Müller den Belagerern von Radolfzell zu Hilfe eilen, doch nur wenige Bauern zogen mit ihm; die meisten wollten sich wieder um ihre Felder kümmern. So war deren Streitmacht relativ klein, als sie von Erzherzog Ferdinand von Österreich kurz darauf geschlagen wurden. Das Heer von Truchsess Georg von Waldburg-Zeil traf am 4. Juni bei Würzburg auf den Hellen Lichten Haufen der fränkischen Bauern, und da dieser am Vortag von Götz von Berlichingen unter einem Vorwand verlassen wurde, hatten die führerlosen Bauern keine Chance. In zwei Stunden wurden 8.000 Bauern getötet.
Nach diesem Sieg wandte sich die Truppe des Truchsess Georg von Waldburg-Zeil wieder nach Süden und besiegte im Allgäu Ende Juli die Aufständischen. In vier Monaten hatte das Heer des Truchsess von Waldburg-Zeil mehr als 1.000 km zurückgelegt.

### Thüringen, Pfalz, weitere
Der im April und Mai 1525 in Thüringen unter der Führung von Hans Sippel operierende Werrahaufen löste sich auf, nachdem Graf Wilhelm IV. von Henneberg-Schleusingen die Zwölf Artikel unterschrieben hatte; Sippel und die anderen Anführer wurden gefangen genommen und in Eisenach hingerichtet.
Weitere Bauernhaufen wurden niedergeschlagen: Am 3. Juni 1525 wurde der Bildhäuser Haufen zusammen mit den Aufständischen aus Meiningen in der Schlacht zwischen Meiningen und Dreißigacker von einer vereinten Streitmacht der Fürsten unter der Führung von Kurfürst Johann von Sachsen besiegt, am 23./24. Juni 1525 wurden in der Schlacht bei Pfeddersheim die im pfälzischen Bauernkrieg aufständischen Haufen vernichtend geschlagen. Bis September 1525 waren fast alle Gefechte und Strafaktionen abgeschlossen. Kaiser Karl V. und Papst Clemens VII. dankten dem Schwäbischen Bund für sein Eingreifen.
Die letzte Schlacht und damit die Niederschlagung des Bauernaufstands in der Nähe ihres Ursprungs bei Stühlingen wurde am 4. November 1525 nahe dem Hochrhein im sulzischen Klettgau geschlagen und die Entkommenden abends auf dem Kirchhof von Grießen zur Aufgabe gezwungen. Christoph Fuchs von Fuchsberg, war am 2. November 1525 in Fützen angekommen und zog weiter nach Schleitheim mit dem Auftrag, den Klettgauer Bauernhaufen zu vernichten. Die rund 800 Bauern des Klettgauer Haufens unter der Führung von Klaus Wagner aus Grießen sammelten sich am Morgen des 4. November 1525 zum Kampf gegen Fuchs von Fuchsberg im Rafzerfeld. Hans Schweizer, der Landvogt von Eglisau, hatte deshalb die Brücken von Eglisau mit 500 Zürcher Soldaten gesperrt und gesichert. Zusammen mit den Zürcher Ratsherren Rudolf Thumysen, Hans Felix Manz und Konrad Escher beobachtete er im Auftrag der Zürcher Regierung die Schlacht im Rafzerfeld. Nachdem in den ersten Stunden des Gefechts rund 200 Bauern gefallen waren, ergriffen die übrigen die Flucht. Die Rafzerfelder Kirchenfahne wurde dabei zur Beute des Christoph Fuchs von Fuchsberg. Etwa 100 aufständische Bauern verschanzten sich im Laufe des Nachmittags des 4. November 1525 im Friedhof von Grießen. Graf Rudolf V. von Sulz ließ die Zürcher Beobachter nach Grießen kommen, mit dem Ziel, die Bauern im ummauerten Friedhof zur kampflosen Aufgabe zu überreden. Der Grund dafür war, dass sich viele Bauern aus dem Rafzerfeld unter den Überlebenden befanden. Die Verhandlungen blieben ergebnislos. Die gefangenen Bauern aus dem Rafzerfeld mussten schließlich wie die Klettgauer Bauern eine Strafe von 6 Gulden an den Grafen von Sulz bezahlen. Christoph Fuchs von Fuchsberg verlangte insbesondere von den Bauern in Wil (ZH) die Zahlung der Busse, da 37 Bauern von dort an der Schlacht beteiligt waren. Die Bauern weigerten sich aber, die Busse zu zahlen.

## Folgen

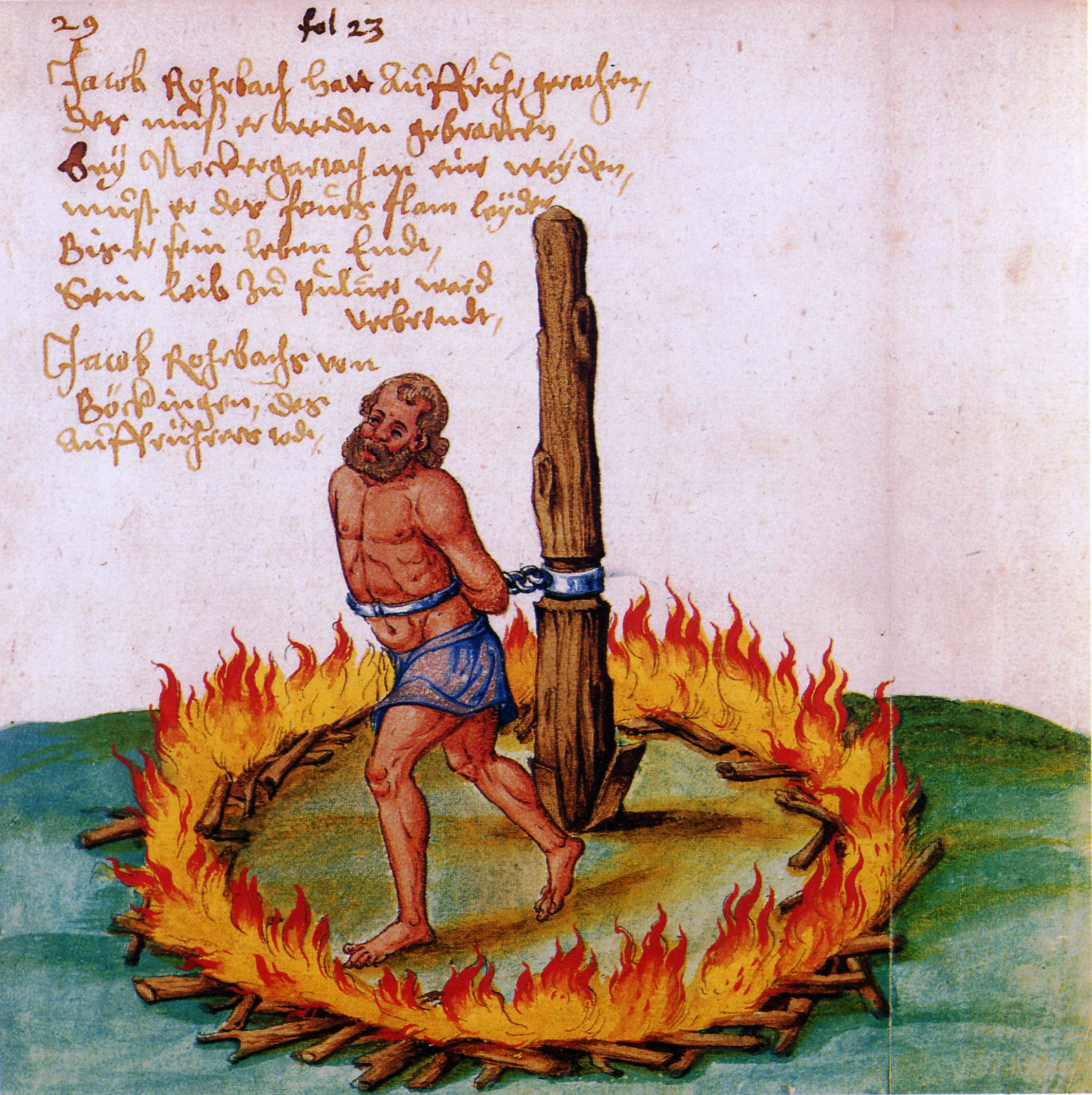
Bauernführer Jäcklein Rohrbach wird 1525 in Neckargartach bei lebendigem Leib verbrannt

Einzelne Bauernbünde wie der des Tirolers Michael Gaismair hielten sich im Geheimen noch einige Jahre. Etliche geächtete Bauern lebten noch Jahrzehnte als Räuberbanden in Wäldern. Zu größeren Aufständen kam es aber nicht mehr. In den folgenden 300 Jahren begehrten die Bauern kaum noch auf. Dazu trug in der Folgezeit auch die Möglichkeit des Untertanenprozesses bei, der Bauern und Bürgern den Rechtsweg zu den Reichsgerichten öffnete. Damit erhielten sie ein Instrument zur friedlichen Konfliktbewältigung, mit dem sich obrigkeitliche Willkürakte beschränken ließen.
In der Frage nach der Zahl der nachweisbar mit dem Bauernkrieg in Zusammenhang stehenden Todesfälle enthält die Quellenüberlieferung nicht immer übereinstimmende Angaben. Die frühere Annahme, es habe infolge des Bauernkrieges einen demographischen Einbruch gegeben, hat die Forschung 1975 relativiert. In den Aufstandsgebieten habe der Verlust durch die direkten Folgen des Bauernkriegs 2,5 bis 3,0 Prozent der Gesamtbevölkerung betragen. Die Zahl der Todesopfer wird auf 70.000 bis 75.000 beziffert. Auf das gesamte Reich bezogen, wären dies 0,5 Prozent der damaligen Bevölkerung gewesen.
Die überlebenden Aufständischen fielen automatisch in Reichsacht, verloren damit alle Rechte und Privilegien und waren somit vogelfrei. Die Anführer wurden mit dem Tod bestraft. Teilnehmer und Unterstützer der Aufstände mussten die Strafgerichte der Landesherren fürchten, die erst jetzt begannen und zum Teil sehr grausam waren. Viele Berichte sprechen von Enthauptungen, Augenausstechen, Abschlagen von Fingern und weiteren Misshandlungen. Wer mit einem Bußgeld davonkam, hatte noch Glück, auch wenn viele Bauern die Strafgelder wegen der hohen Abgaben nicht bezahlen konnten. Ganzen Gemeinden wurden Rechte aberkannt, weil sie die Bauern unterstützt hatten. Teilweise ging die Gerichtsbarkeit verloren, Feste wurden verboten und Stadtbefestigungen geschleift. Alle Waffen mussten abgeliefert werden und abends durften keine Dorfschenken mehr besucht werden.
Die Folgen für zahlreiche Burgen und Klöster waren verheerend. Insgesamt etwa 1000 wurden 1524/1525 teilweise oder vollständig zerstört. Allein im Bambergischen wurden Mitte Mai innerhalb von nur 10 Tagen fast 200 Burgen zerstört oder beschädigt. Im Thüringischen, Halberstädtischen und Wernigerodischen zählte man allein rund 300 zerstörte Klöster. Im Gegensatz zu den meisten Klöstern wurden aber viele Burgen nicht wiederaufgebaut, sondern verfielen. Die hohe Zeit der Burgen war vorbei, stattdessen wurden nun Schlösser bzw. Festungen errichtet. Daher gilt der Bauernkrieg als eine der nachhaltigsten Zerstörungswellen deutscher Burgen, was auch für die heutige Burgenforschung einen bedeutenden Verlust darstellt und nicht zuletzt auch das Landschaftsbild der betroffenen Regionen veränderte.
In wenigen Regionen hatte der Bauernkrieg positive Auswirkungen. In einigen Gebieten wurden Missstände durch Verträge beseitigt, falls die Aufständischen aufgrund besonders schlimmer Umstände rebelliert hatten (z. B. die des Fürststifts Kempten, für die auf dem Reichstag zu Speyer 1526 der Memminger Vertrag geschlossen wurde). Auch waren die Verhältnisse der Bauern vielerorts besser überschaubar geworden, weil diese ihre Steuern nun nicht mehr allein an die Grundherren, sondern auch direkt an die Fürsten abzuführen hatten.
Die Niederlagen der Bauern legten den Grundstein für Vermögenszuwächse bei den siegreichen adligen Heerführern. Georg Truchsess von Waldburg-Zeil fielen Ländereien in Oberschwaben zu. Der Feldhauptmann Sebastian Schertlin von Burtenbach hielt sich an den Besiegten schadlos, um seine von ihm eingestellten Landsknechte zu besolden.

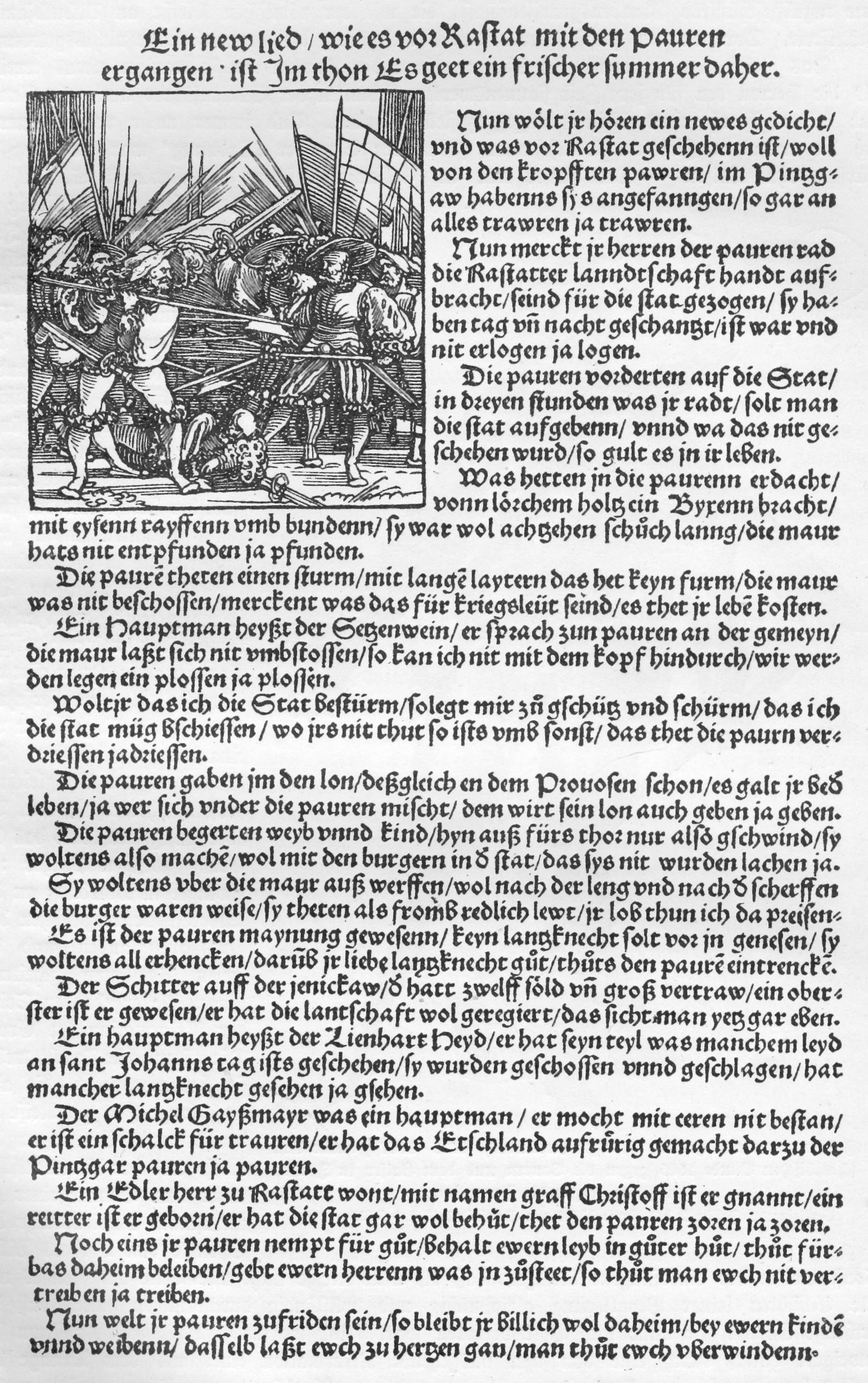
Flugblatt mit Spottlied gegen die aufständischen Bauern im Salzburgischen Radstadt

Die sich 1525 etablierende reformatorische Täuferbewegung war vor allem über ihren Antiklerikalismus und ihre Ablehnung der Leibeigenschaft mit den aufständischen Bauern verbunden. Beide Bewegungen standen deutlich in Opposition zum Klerus. An vielen Orten wie unter der Führung Johannes Brötlis im schweizerischen Hallau kam es zu einem Zusammenschluss. Auch in Sachsen, Franken und Thüringen nahmen Täufer an Aufständen der Bauern teil. Hans Römer, der Führer der Thüringer Täufer, predigte vor der Versammlung des Bildhäuser Haufens. In Waldshut verfasste Balthasar Hubmaier den an die Zwölf Artikel angelehnten sogenannten Artikelbrief. Die Mehrheit der Täufer folgte jedoch entsprechend den Schleitheimer Artikeln aus dem Jahr 1527 einem gewaltfreien Weg, wie er noch heute für Amish, Mennoniten und Hutterer kennzeichnend ist.
Der Reichstag zu Speyer 1526 befasste sich auch mit der Frage, wie künftig Aufständen zu begegnen sei. Einerseits sollten die Reichsfürsten einander frühzeitig beistehen, um eine Ausbreitung von Unruhen zu verhindern. Andererseits gab es auch Bemühungen, die Ursachen der Unzufriedenheit der Bevölkerung zu beseitigen. Die im Ratschlag des großen Ausschusses des Reichstags vom 18. August 1526 vorgeschlagenen Maßnahmen wurden jedoch aufgrund fürstlicher Opposition und Zeitmangels für eine Diskussion nur in sehr eingeschränktem Umfang in den Reichsabschied aufgenommen.

## Forschungsgeschichte
Der Chronist Lorenz Fries beschrieb die Ereignisse im Herrschaftsgebiet der Würzburger Fürstbischöfe in seinem Werk Die Geschichte des Bauernkriegs in Ostfranken. In der Historiographie erlosch das Interesse an den Ereignissen von 1525 jedoch bald. Die Chroniken der nachreformatorischen Zeit boten allenfalls einige dürftige Angaben. Wachgehalten wurde die Erinnerung an den Bauernkrieg in der Kontroversliteratur des 17. und 18. Jahrhunderts. Der Bauernkrieg galt dabei lange als peinlicher Fehltritt der Protestanten, der ihnen von den Katholiken vorgehalten wurde. Der Historiker Georg Friedrich Sartorius hatte 1795 die Reihe der einsetzenden Monografien mit dem Titel Versuch einer Geschichte des Deutschen Bauernkriegs begonnen und ihn in die Nähe der Französischen Revolution gerückt. Der Bauernkrieg wurde somit zwischen Tyrannei und Freiheit verrechnet. Leopold von Ranke bezeichnete ihn als „das größte Naturereignis des deutschen Staates“, indem elementare Volkskräfte den sinnvollen Gang der Reformation störten. Wilhelm Zimmermann verfasste zwischen 1841 und 1843 das dreibändige Geschichtswerk Allgemeine Geschichte des großen Bauernkrieges. Für Zimmermann war der Bauernkrieg „ein Kampf der Freiheit gegen unmenschliche Unterdrückung, des Lichts gegen die Finsternis“. Dabei bestanden für den Theologen, radikalen Demokraten und späteren linken Abgeordneten der Paulskirche deutliche Parallelen zwischen dem Kampf der Bauern von 1525 und dem aktuellen Ringen um Freiheit und Demokratie. Für Friedrich Engels war er der „großartigste Revolutionsversuch des deutschen Volkes“. Der Thüringer Aufstand war für Engels Höhepunkt des deutschen Bauernkrieges. Das hing mit dem Wirken Thomas Müntzers zusammen, dessen Programm die „antifeudalen“ Aufstandsziele am deutlichsten artikuliert und der es am ehesten verstanden habe, unterschiedliche „antifeudale“ Kräfte in seine Bewegung zu integrieren. Karl Marx apostrophierte ihn als „die radikalste Tatsache der deutschen Geschichte“. Marx sah im Bauernkrieg den konsequenten Aufstand eines unterdrückten Volkes im Übergang vom Feudalismus zum Kapitalismus.
Günther Franz veröffentlichte 1933 auf Grundlage eigener Archivstudien und in Kenntnis der gesamten lokal- und regionalgeschichtlichen Literatur eine detaillierte Schilderung zum Verlauf des Bauernkrieges. Franz verstand den Bauernkrieg als eine politische Auseinandersetzung zwischen den zur Landeshoheit drängenden Territorialherren und den um die Wahrung ihrer Autonomie kämpfenden bäuerlichen Gemeinden. In den 1970er Jahren hat Franz erneut seinen Standpunkt bekräftigt, „daß der Bauernkrieg nicht primär aus wirtschaftlichen und auch nicht aus religiösen Gründen begonnen wurde“. Vielmehr sah er die Ursache im Territorialstaat. Die umfassende Arbeit von Franz prägte die Bauernkriegsforschung für Jahrzehnte. Eine wissenschaftliche Neubesinnung begann in den 1960er Jahren zunächst in der DDR und später in der Bundesrepublik.
Für das marxistische Geschichtsbild der DDR besaß der Bauernkrieg eine außerordentliche Bedeutung und gehörte zu den zentralen Gegenständen der Geschichtsforschung in der DDR. Geschichte war diesem Bild gemäß die gesetzmäßige Abfolge gesellschaftlicher Formationen. Unter Berufung auf Friedrich Engels wurde in der DDR das Konzept einer „frühbürgerlichen Revolution“ 1476 bis 1525 entwickelt, das Bauernkrieg und Reformation zu einer Bewegung zusammenfasste. Die westdeutsche Forschung nahm Anstoß, unter anderem an der „bürgerlichen Revolution“ ohne Bürger, setzte sich aber erst verspätet mit dem Konzept auseinander. Einen nachhaltigen Aufschwung erfuhr die Forschung 1975 durch das 450-jährige Jubiläum des deutschen Bauernkrieges. Knapp 500 Titel wurden in diesem Jahr verfasst. Peter Blickle veröffentlichte 1975 in seinem Buch Die Revolution von 1525 die einzige auf die Gesamtproblematik zielende Bauernkriegsmonografie. Für Blickle war der Aufstand mehr als ein Bauernkrieg, er war eine Revolution. Träger war nicht allein der Bauer, sondern der „gemeine Mann“, das ist die gesamte nicht-privilegierte Bevölkerung (Bauern, Bürger der Landstädte und nicht-ratsfähige Bürger der Reichsstädte, Bergknappen).

## Rezeption

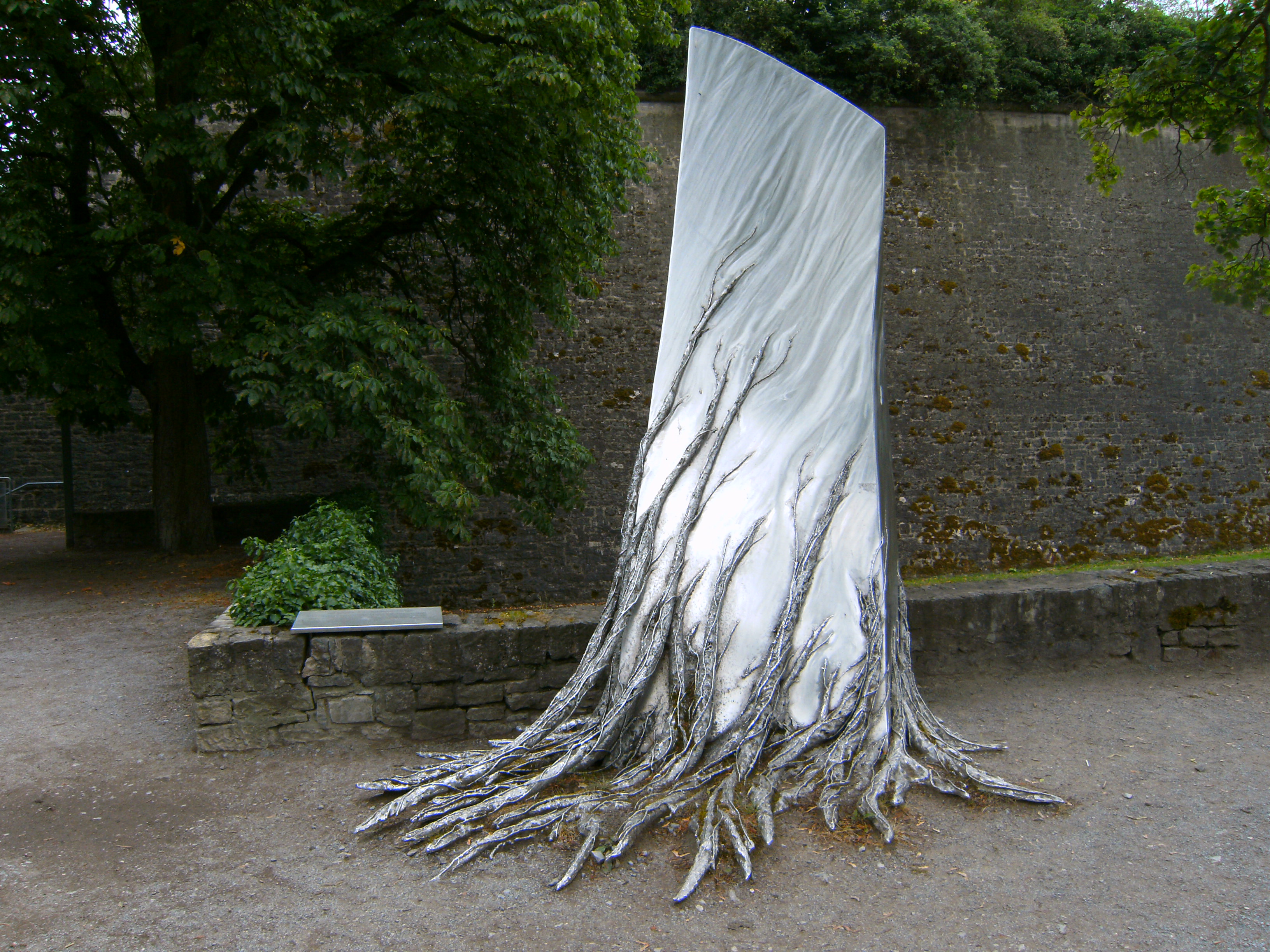
Festung Marienberg, Würzburg: Erinnerung an den Bauernkrieg, Denkmal vor den Festungsmauern

Albrecht Dürer entwarf 1525 zum Gedenken an die geschlagenen Bauern eine Gedächtnissäule, die 2025 in Mühlhausen realisiert wurde. In Mainz dagegen hatte Erzbischof Albrecht von Brandenburg 1526 den Mainzer Marktbrunnen gestiftet, dessen lateinische Inschriften den Sieg der kaiserlichen Söldner bei Pavia und an die Niederwerfung des „gemeinen Mannes“ erwähnen. Die dort ebenfalls angebrachte deutsche Mahninschrift "O BEDENCK DAS END" verweist gleichermaßen auf die Niederlage der Aufständischen. Zahlreiche weitere Inschriften in der zweiten Hälfte der 1520er Jahre erinnern auf unterschiedliche Art und Weise an die Ereignisse.
Im Jahr 1952 veröffentlichte Hanns Eisler ein Opernlibretto Johann Faustus, das stark auf die Zeit nach der Niederschlagung des Bauernkriegs eingeht. Noch in den letzten Jahrzehnten des 20. Jahrhunderts wurde das Bauernkriegsthema künstlerisch verarbeitet. 1989 eröffnete auf dem Schlachtberg bei der thüringischen Kleinstadt Bad Frankenhausen das Panorama-Museum mit dem Monumentalgemälde „Frühbürgerliche Revolution in Deutschland“ des Leipziger Malers Werner Tübke. Das Mühlhäuser Bauernkriegsspektakel, ein Historienspiel mit Mittelaltermarkt, thematisiert die für Mühlhausen relevanten Abschnitte der Biografie des Reformators Thomas Müntzer und damit einen Ausschnitt der Geschichte des Bauernkriegs. Der Arbeitsgemeinschaft der deutschen Bauernkriegsmuseen gehören neun Städte mit zehn Museen an. Erstmals 1925 und seit 1978 fortlaufend finden im Sommer in Giebelstadt im historischen ehemaligen Geyerschloss statt die Florian-Geyer-Festspiele statt.
Anlässlich des 500. Jahrestages des Bauernkriegsgedenkens und des 500. Todestages des in Stolberg geborenen Thomas Müntzer ist der Bauernkrieg 2025 ein großes Thema in der Presse und in vielen Museen in Deutschland. So beleuchtet zum Beispiel das Land Sachsen-Anhalt in der dezentralen Landesausstellung „Gerechtigkeyt 1525“ die vielschichtigen Ereignisse. Auch Thüringen richtet an den wichtigen Bauernkriegsschauplätzen  Mühlhausen und Bad Frankenhausen eine große Landesausstellung unter dem Titel "freiheyt 1525" aus. Die Mühlhäuser Museen setzen vom 26. April bis 19. Oktober 2025 an drei Ausstellungsorten in Mühlhausen verschiedene Themenschwerpunkte zum Bauernkrieg: Im Museum St. Marien/Müntzergedenkstätte die gesellschaftlichen und alltagsgeschichtlichen Rahmenbedingungen im 16. Jahrhundert, im Bauernkriegsmuseum Konrmarktkirche die Ereignisgeschichte des Bauernkriegs mit seinen Akteuren und Zeitzeugen, im Kulturhistorischen Museum die Rezeptionsgeschichte des Bauernkriegs seit dem 16. Jahrhundert: Das Panorama Museum in Bad Frankenhausen präsentiert vom 10. Mai bis 17. August 2025 das zentrale Panoramabild Werner Tübkes und dessen historische Vorbilder.

## Belletristische Darstellungen (Auswahl)
- Walter Laufenberg: Stolz und Sturm – Ein Bodensee-Roman über die Zeit der Bauernkriege. Verlag für Regionalkultur, Heidelberg, Ubstadt-Weiher 2005, ISBN 3-89735-448-9.
- Gerhart Hauptmanns Drama Florian Geyer. Die Tragödie des Bauernkrieges in fünf Akten, mit einem Vorspiel. (1896) beschäftigt sich mit den Vorgängen des Deutschen Bauernkrieges.
- Mathis der Maler, Oper (über das Leben des Malers Matthias Grünewald vor dem Hintergrund des Deutschen Bauernkrieges), Libretto und Komposition von Paul Hindemith, UA Zürich 1938
- Die Bauernoper. 1973, Szenen aus dem deutschen Bauernkrieg (1525) von Yaak Karsunke und Peter Janssens
- Luther Blissett: Q (1999) – Roman über Bauernkriege, Thomas Müntzer und die Täuferbewegung
- Ludwig Ganghofer: Das neue Wesen (1902) – Roman über Joß Fritz und die Verfolgung der Protestanten im Berchtesgadener Land.
- Manfred Eichhorn: Das Feuer von Frankenhofen. Klemm & Oelschläger, Ulm 2014, ISBN 978-3-86281-069-7.